# Петровиці-Малі
Петровиці-Малі (пол. Pietrowice Małe) — село в Польщі, у гміні Прушиці Тшебницького повіту Нижньосілезького воєводства.
Населення — 306 осіб (2011).
У 1975-1998 роках село належало до Вроцлавського воєводства.

## Демографія
Демографічна структура станом на 31 березня 2011 року:
|          | Загалом | Допрацездатний вік | Працездатний вік | Постпрацездатний вік |
| -------- | ------- | ------------------ | ---------------- | -------------------- |
| Чоловіки | 160     | 38                 | 114              | 8                    |
| Жінки    | 146     | 40                 | 89               | 17                   |
| Разом    | 306     | 78                 | 203              | 25                   |